# یوبوکی
یوبوکی یک شهرک در جیبوتی است که در منطقه دخیل واقع شده‌است.

## خصوصیات
یوبوکی ۶۴۴ نفر جمعیت دارد و ۲۵۰ متر بالاتر از سطح دریا واقع شده‌است.